# نیازمندی غیرعملکردی
نیازمندی‌های غیرعملکردی یا نیازهای غیرکارکردی (به انگلیسی: Non-functional requirement) با کوته‌نوشت NFR در مهندسی سامانه‌ها و مهندسی نیازمندی‌ها، نوعی نیازمندی است که تعیین کننده معیارهایی است که از آن برای قضاوت درمورد عملکرد یک سامانه (و نه رفتار خاص آن) استفاده می‌شود. این نیازمندی دربرابر نیازمندی عملکردی قرار دارد که رفتار یا تابع خاص را تعریف می‌کند. برنامه پیاده‌سازی نیازمندی عملکردی، در موقع طراحی سامانه، جزئی‌سازی می‌شود. اما برنامه پیاده‌سازی نیازمندی غیرعملکردی در موقع معماری سیستم جزئی‌سازی می‌شود، زیرا آن‌ها معمولا نیازمندی‌های مهم از نظر معماری هستند.
نیازمندی‌های غیر عملیاتی نیازمندی‌هایی هستند که معیارهایی را مشخص می‌کنند تا بتوان بر اساس آن‌ها به جای رفتارهای خاص، در مورد بهره برداری از یک سیستم قضاوت کرد. این کار با نیازمندی‌های عملیاتی که رفتار خاص یا توابع یک نرم‌افزار را تعریف می‌کند در تضاد است.

## نمونه ها
- دسترس‌پذیری